# Страда Статале 85 Венафрана (Изернија)
Страда Статале 85 Венафрана је насеље у Италији у округу Изернија, региону Молизе.
Према процени из 2011. у насељу је живело 25 становника. Насеље се налази на надморској висини од 206 м.